# Simona Petrů
Simona Petrů (* 25. července 1983 Most) je česká dramatička a dramaturgyně.

## Kariéra
Studovala divadelní dramaturgii na Divadelní fakultě Janáčkovy akademii múzických umění v Brně (není však uvedena v seznamu absolventů). Jako divadelní dramaturgyně nepůsobí v žádném repertoárovém divadle, ale externě spolupracuje s různými scénami, jako jsou Divadlo Husa na provázku, Divadlo Polárka, Horácké divadlo Jihlava, nebo Buranteatr. Jako dramaturgyně začínala v Divadle v 7 a půl, kde spolupracovala s režiséry Jozefem Krasulou, Matějem Růžičkou a také s režisérkou Annou Petrželkovou. V roce 2013 byla uměleckou vedoucí Kabinetu múz v Brně. V roce 2014 založila Divadelní studio Paradox. Od roku 2019 spolupracuje s Městskými divadly pražskými. Inspiračním zdrojem Simony Petrů je především solitérství a výjimečnost osobností českých dějin, které se ze své vůle nezařadili do establishmentu.

## Dílo

### Dramata
Podle zdroje:
- 2010 Marx Bros. Keep the Word Laug, režie: Anna Petrželková, (HaDivadlo)
- 2010 adaptace Muž a žena, režie: Matěj Růžička, (Divadlo v 7 a půl)
- 2010 Mašíni cestou samurajů, režie Matěj Růžička, (Divadlo v 7 a půl)
- 2011 dramatizace Koně přece střílíte, režie: Jiří Hájek, (Buranteatr)
- 2012 Tichý Tarzan, režie: Anna Petrželková, (Divadlo Husa na provázku)
- 2013 reFrankestein, režie Anna Petrželková, (HaDivadlo)
- 2013 Mileniny recepty, režie: Kamila Polívková, (Studio Hrdinů)
- 2013 P.Š.T. aneb Pohádkáři, režie: Anna Petrželková, (Divadlo Husa na provázku)
- 2014 Daemoni, režie: Zuzana Petráková, (Divadelní studio Paradox)
- 2015 Medvědi, režie: Anna Petrželková, (Klicperovo divadlo Hradec Králové)
- 2016 Ferdinande!, režie: Michal Hába, (Lachende Bestien Praha)
- 2018 Furianti, režie: Alexandra Bolfová, (Městské divadlo Zlín)
- 2018 Věra, režie: Tereza Karpianus, (Národní divadlo Brno)